# Żytawska Droga św. Jakuba
Żytawska Droga św. Jakuba – jeden ze szlaków w ramach paneuropejskich dróg św. Jakuba. Prowadzi ze Zgorzelca, przez Żytawę do Pragi.
Odtworzone fragmenty: dolnośląski i wielkopolski wpisują się w historyczny trakt handlowo-pielgrzymkowy północ-południe: z Wielkopolski przez Łużyce do stolicy Czech – Pragi. Szlak ten – jeden z głównych traktów wiodących przez Polskę – wymieniał m.in. Jörg Gail z Norymbergi w roku 1563. Szlakiem tym dotarła do Polski m.in. księżniczka Dobrawa, a także św. Wojciech oraz cesarz Otton III w drodze na Zjazd gnieźnieński.
Odtworzenie przebiegu historycznej trasy jest wspólną inicjatywą Polaków, Niemców i Czechów. Dalszy przebieg trasy w Niemczech i Czechach to: Hirschfelde, Żytawę, Chrastavę, Český Dub, Bakov nad Jizerou, Předměřice nad Jizerou do Pragi. Długość tej trasy wynosi prawie 500 km. W stolicy Czech szlak ten włącza się w sieć szlaków europejskich.
Wzdłuż trasy znajdują się liczne budowle sakralne, w tym wiele kościołów św. Jakuba. Na odcinku Gniezno-Głogów-Zgorzelec szlak jest oznakowany białą muszlą z czerwonym krzyżem św. Jakuba (przygotowanie szlaku: Fundacja Wioski Franciszkańskiej oraz Bractwo św. Jakuba Apostoła). Na odcinku Zgorzelec – Praga projekt wspierany jest finansowo i organizacyjnie przez okręg Löbau-Zittau w Niemczech i ma być podobnie oznakowany.